# Клопотовский, Болеслав Иероним
Болеслав Иероним Клопотовский (пол. Bolesław Hieronim Kłopotowski; 1848, Шаргород, Российская империя — 1903, Санкт-Петербург) — российский католический епископ, десятый архиепископ могилёвский.

## Биография
Родился 13 (25) марта 1848 года в небогатой дворянской семье в родовом имении Головчице близ Шаргорода Могилёвского уезда Подольской губернии.
Учился в Златопольском уездном дворянском училище. Затем с сентября 1862 по март 1863 — во 2-й киевской гимназии. В 1865 году поступил в Житомирскую семинарию. В 1869 году был направлен для продолжения образования в Санкт-Петербургскую Римско-католическую духовную академию, которую окончил в 1873 году со степенью магистра богословия.
26 июня 1872 года рукоположен в диаконы, 15 июля того же года — в священники.
Служил викарием в церкви Житомирской духовной семинарии, а с 1874 года преподавал историю церкви, нравственное богословие и латинский язык в той же семинарии до её закрытия в 1876 году; в сентябре-ноябре 1876 года был инспектором духовной семинарии. Одновременно с июня 1876 года исполнял обязанности священника при благотворительных организациях и детском приюте в Житомире.
В 1877 году архиепископ Фиалковский перевёл его в Санкт-Петербург, где Клопотовский стал преподавать каноническое право и историю церкви в католической духовной академии; до 1897 года возглавлял кафедру церковной истории; преподавал историю церкви и каноническое право, временно проводил занятия по патрологии. Одновременно с августа 1878 по август 1884 года был духовным наставником семинаристов и с января 1880 по август 1884 года — библиотекарем. В 1883 году стал каноником Луцко-Житомирского капитула. С августа 1884 года — инспектор Римско-католической духовной академии; в 1897 году, до 24 ноября был ректором духовной академии.
В 1885 году за труды в области церковной истории удостоен степени доктора наук.
2 августа 1897 года был назначен вспомогательным епископом Луцка-Житомира. Епископская хиротония состоялась 21 ноября 1897 года в церкви Святой Екатерины в Санкт-Петербурге, Клопотовский стал титулярным епископом Элевтерополиса Палестинского.
14 декабря 1899 года назначен епископом Луцка, а 15 апреля 1901 года — архиепископом-митрополитом могилёвским.
Клопотовский был автором трёхтомного учебника «Курс церковной истории», использовавшегося в католических семинариях. Собственную дачу он завещал семинарии для использования в качестве места отдыха профессоров и студентов.
Награды: Золотой наперсный крест (апрель 1881), орден Святого Станислава 3-й степени (май 1883).
Скончался 11 (24) февраля 1903 года в 15 ч. 30 мин. на 55-м году жизни в результате пневмонии, обнаружившейся у него в декабре 1902 года. Похоронен 16 февраля на Выборгском римско-католическом кладбище в крипте храма Посещения Девой Марией Св. Елизаветы (могила не сохранилась).
Своё имение в Столыпино в Новгородской губернии завещал Санкт-Петербургской Римско-католической духовной семинарии как дачу для преподавателей и студентов.